# Cerro Tristeza
Cerro Tristeza es una formación de montaña al noreste de Venezuela. Tiene una elevación promedio entre 2596 metros (8517 pies) y 2660 metros (8727 pies) sobre el nivel del mar. Cerro Tristeza está en los límites entre los estados Sucre, Anzoátegui y Monagas y es la montaña de mayor altitud de esos estados. El Cerro Tristeza se ubica sobre la fila Agua Blanca en el corazón de la Serranía de Turimiquire, al sur de Cumanacoa.

## Geología
El Cerro Tristeza se asienta en el extremo Oeste de la formación geológica de San Juan, la más sólida y resistente del extremo Este de la Serranía del Interior. Sus suelos se caracterizan por consistir de capas de areniscas muy duras, calcáreas y escasamente glauconíticas. Estas capas de areniscas se intercalan con capas de lutitas negras y limolitas negras, especialmente en los alrededores del río Oregano.

## Ascenso
El Cerro Tristeza es un sitio común para hacer montañismo en vista de la poca dificultad de su trocha, que es accesible con vehículo todoterreno. La dirección general es buscar el peñón conocido como «La Peluda» siguiendo un camino bien delineado que es una variación entre bosques, sabanas sin árboles y haciendas de cultivo. La carretera más cercana pasa por el poblado de Mundo Nuevo, entre «Tacata» y «Cañofistola». El campamento base se puede montar en el caserío de Los Rangeleños, también llamado el Ventanco, o bien en la piedra La Peluda a 4 km de la cumbre.